# كريستيان بليس
كريستيان بليس (بالدنماركية: Kristian Pless)‏ لاعب كرة مضرب من الدنمارك.

## وصلات خارجية
- كريستيان بليس على موقع رابطة محترفي التنس (الإنجليزية)
- كريستيان بليس على موقع الاتحاد الدولي لكرة المضرب (الإنجليزية)
- كريستيان بليس على موقع كأس ديفيز (الإنجليزية)
- كريستيان بليس على موقع خلاصة التنس.كوم (الإنجليزية)
- كريستيان بليس على موقع إي إس بي إن.كوم (الإنجليزية)
- كريستيان بليس على موقع أوليمبيديا (الإنجليزية)